# دانيال رودس
دانيال رودس (بالإنجليزية: Daniel Rhodes)‏ هو خزاف ورسام أمريكي، ولد في 8 مايو 1911، وتوفي في 23 يوليو 1989.